# ماكس بيسوسشكو
ماكس بيسوسشكو (بالألمانية: Max Besuschkow) (31 مايو 1997 بتوبينغن في ألمانيا - ) هو لاعب كرة قدم ألماني في مركز الوسط. شارك مع منتخب ألمانيا الوطني لكرة القدم تحت 15 سنة ‏ ومنتخب ألمانيا تحت 16 سنة لكرة القدم ومنتخب ألمانيا تحت 17 سنة لكرة القدم ومنتخب ألمانيا لكرة القدم تحت 18 سنة ومنتخب ألمانيا تحت 19 سنة لكرة القدم. أما مع النوادي، فقد لعب مع في إف بي شتوتغارت الثاني.

## وصلات خارجية
- ماكس بيسوسشكو على موقع الاتحاد الأوربي (الإنجليزية)
- ماكس بيسوسشكو على موقع قاعدة بيانات كرة القدم.إي يو (الإنجليزية)
- ماكس بيسوسشكو على موقع Soccerway.com (الإنجليزية)
- ماكس بيسوسشكو على موقع عالم كرة القدم.نت (الإنجليزية)